# NGC 1073
NGC 1073 är en stavgalax som ligger 55 miljoner ljusår ifrån jorden i stjärnbilden Valfisken. Galaxen är ungefär 80,000 ljusår i diameter. Den har sannolikt en H-II-kärna. Den upptäcktes den 9 oktober 1785 av William Herschel.

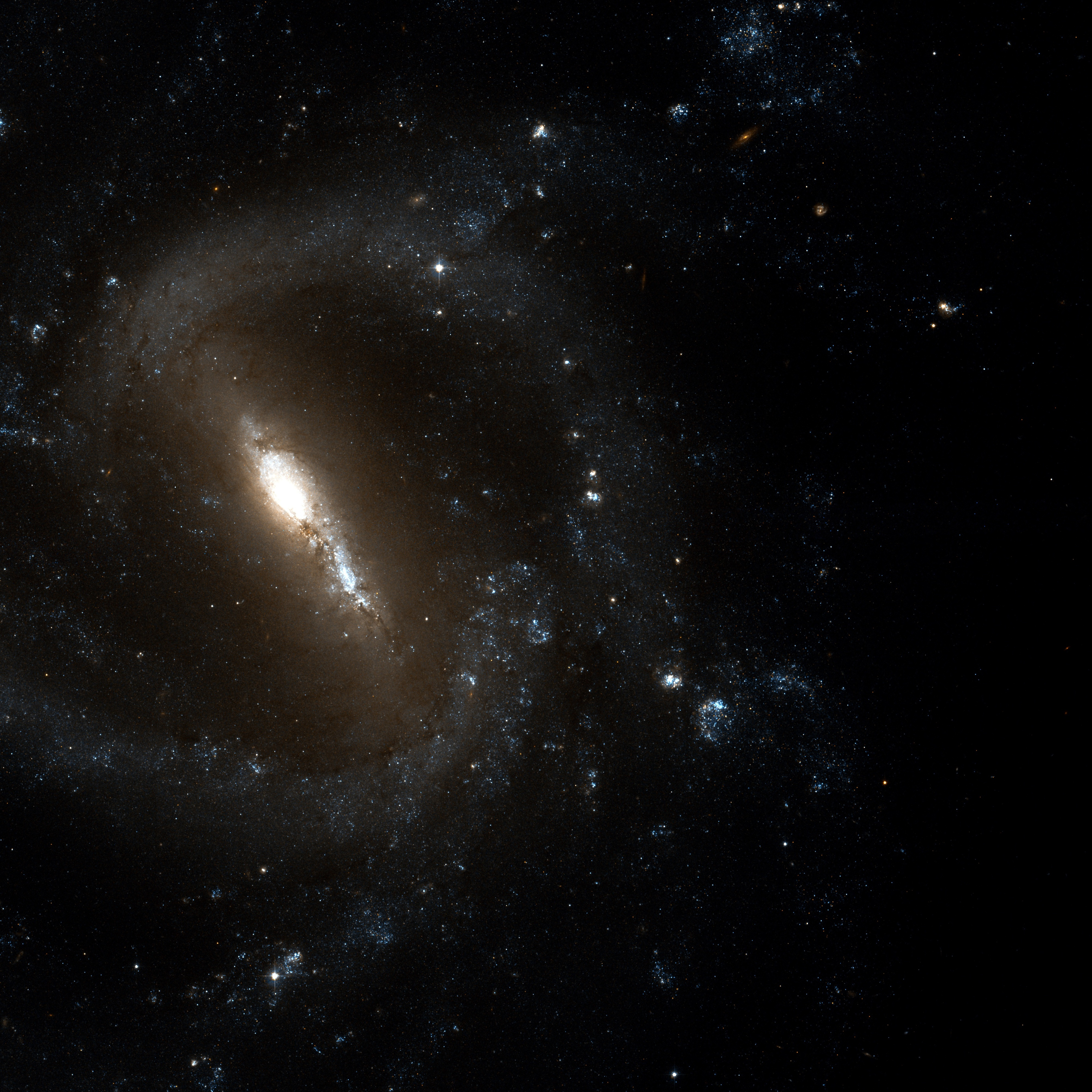
Bild på NGC 1073 tagen av Rymdteleskopet Hubble

### Fotnoter
1. 1 2 3 4 5 6 7 8  NED (February 25, 2007), Results for search on NGC 1073, http://nedwww.ipac.caltech.edu/cgi-bin/nph-objsearch?objname=NGC+1073
2. ↑  Ho, Luis C.; Filippenko, Alexei V.; Sargent, Wallace L. W. (October 1997), ”A Search for "Dwarf" Seyfert Nuclei. III. Spectroscopic Parameters and Properties of the Host Galaxies”, Astrophysical Journal Supplement 112 (2):  315–390, doi:10.1086/313041, Bibcode: 1997ApJS..112..315H
3. ↑  Staff (3 februari 2012). ”Hubble Telescope Spies Milky Way Galaxy's Twin”. Space.com. http://www.space.com/14461-hubble-photo-milkyway-galaxy-twin.html. Läst 3 februari 2012.